# Giovanni Selvaggi
Giovanni Selvaggi (Vizzini, 1889 – Roma, 17 maggio 1954) è stato un giurista e politico italiano.

## Biografia
Avvocato, antifascista, esponente del Partito Repubblicano Italiano.
Era al vertice del suo partito in Sicilia, che era stato impegnato a favore della Repubblica nel referendum del 1946, quando fu chiamato, come primo atto del primo governo della Repubblica italiana, a sostituire nella carica di Alto Commissario per la Sicilia Salvatore Aldisio, dopo l'interim di Paolo D'Antoni. Incarico che tenne dal 1º novembre 1946 al 30 maggio 1947.
Fu il promotore dell'Ente Siciliano di Elettricità, che nacque il 2 gennaio 1947, che chiuse il monopolio privato dell'energia.
Nell'agosto del 1947 fu chiamato all'Alta Corte per la Sicilia, come giudice costituzionale.
All'indomani della sua morte, l'on. Salvatore Russo ricordò la sua figura in una discussione parlamentare del 19 maggio 1954 a Roma.